# Општина Идалго (Мичоакан)
Идалго (шп. Hidalgo) општина је у Мексику у савезној држави Мичоакан. Општина се налази на надморској висини од 2060 м.

## Становништво
Према подацима из 2010. у општини је живело 117620 становника.

### Хронологија
| Година       | 2000                   | 2005                   | 2010                   |
| ------------ | ---------------------- | ---------------------- | ---------------------- |
| Становништво | 106421 (50844 / 55577) | 110311 (52429 / 57882) | 117620 (56532 / 61088) |

### Попис
| \| \| м \| \| \| ж \| \| 0—2 \| 3.632 \| \| \| 3.586 \| \| 3—5 \| 3.943 \| \| \| 3.739 \| \| 6—11 \| 7.847 \| \| \| 7.568 \| \| 12—14 \| 3.946 \| \| \| 3.849 \| \| 15—17 \| 4.045 \| \| \| 4.042 \| \| 18—24 \| 7.470 \| \| \| 8.713 \| \| 60+ \| 4.892 \| \| \| 5.532 \| \| Просек : \| 27,0 \| \| \| 28,2 \| |       |  |  |       |
| |       |  |  |       |
| | м     |  |  | ж     |
| 0—2 | 3.632 |  |  | 3.586 |
| 3—5 | 3.943 |  |  | 3.739 |
| 6—11 | 7.847 |  |  | 7.568 |
| 12—14 | 3.946 |  |  | 3.849 |
| 15—17 | 4.045 |  |  | 4.042 |
| 18—24 | 7.470 |  |  | 8.713 |
| 60+ | 4.892 |  |  | 5.532 |
| Просек : | 27,0  |  |  | 28,2  |

| #   | Индикатор                                                                                        | Вредност |
| --- | ------------------------------------------------------------------------------------------------ | -------- |
| 1   | Становништво од 0 до 2 године                                                                    | 7218     |
| 2   | Мушко становништво од 0 до 2 године                                                              | 3632     |
| 3   | Женско становништво од 0 до 2 године                                                             | 3586     |
| 4   | Становништво са 3 и више година                                                                  | 110233   |
| 5   | Мушко становништво са 3 и више година                                                            | 52826    |
| 6   | Женско становништво са 3 и више година                                                           | 57407    |
| 7   | Становништво са 5 и више година                                                                  | 105084   |
| 8   | Мушко становништво са 5 и више година                                                            | 50226    |
| 9   | Женско становништво са 5 и више година                                                           | 54858    |
| 10  | Становништво са 12 и више година                                                                 | 87136    |
| 11  | Мушко становништво са 12 и више година                                                           | 41036    |
| 12  | Женско становништво са 12 и више година                                                          | 46100    |
| 13  | Становништво са 15 и више година                                                                 | 79341    |
| 14  | Мушко становништво са 15 и више година                                                           | 37090    |
| 15  | Женско становништво са 15 и више година                                                          | 42251    |
| 16  | Становништво са 18 и више година                                                                 | 71254    |
| 17  | Мушко становништво са 18 и више година                                                           | 33045    |
| 18  | Женско становништво са 18 и више година                                                          | 38209    |
| 19  | Становништво од 3 до 5 година                                                                    | 7682     |
| 20  | Мушко становништво од 3 до 5 година                                                              | 3943     |
| 21  | Женско становништво од 3 до 5 година                                                             | 3739     |
| 22  | Становништво од 6 до 11 година                                                                   | 15415    |
| 23  | Мушко становништво од 6 до 11 година                                                             | 7847     |
| 24  | Женско становништво од 6 до 11 година                                                            | 7568     |
| 25  | Становништво од 8 до 14 година                                                                   | 18143    |
| 26  | Мушко становништво од 8 до 14 година                                                             | 9226     |
| 27  | Женско становништво од 8 до 14 година                                                            | 8917     |
| 28  | Становништво од 12 до 14 година                                                                  | 7795     |
| 29  | Мушко становништво од 12 до 14 година                                                            | 3946     |
| 30  | Женско становништво од 12 до 14 година                                                           | 3849     |
| 31  | Становништво од 15 до 17 година                                                                  | 8087     |
| 32  | Мушко становништво од 15 до 17 година                                                            | 4045     |
| 33  | Женско становништво од 15 до 17 година                                                           | 4042     |
| 34  | Становништво од 18 до 24 године                                                                  | 16183    |
| 35  | Мушко становништво од 18 до 24 године                                                            | 7470     |
| 36  | Женско становништво од 18 до 24 године                                                           | 8713     |
| 37  | Женско становништво од 15 до 49 година                                                           | 32160    |
| 38  | Становништво са 60 и више година                                                                 | 10424    |
| 39  | Мушко становништво са 60 и више година                                                           | 4892     |
| 40  | Женско становништво са 60 и више година                                                          | 5532     |
| 41  | Однос између мушкараца и жена                                                                    | 92.54    |
| 42  | Становништво од нуле до 14 година                                                                | 38110    |
| 43  | Становништво од 15 до 64 године                                                                  | 71853    |
| 44  | Становништво од 65 година и више                                                                 | 7488     |
| 45  | Просечан број деце                                                                               | 2.72     |
| 46  | Становништво рођено у ентитету                                                                   | 110349   |
| 47  | Мушко становништво рођено у ентитету                                                             | 52936    |
| 48  | Женско становништво рођено у ентитету                                                            | 57413    |
| 49  | Становништво рођено у другом ентитету                                                            | 5531     |
| 50  | Мушко становништво рођено у другом ентитету                                                      | 2694     |
| 51  | Женско становништво рођено у другом ентитету                                                     | 2837     |
| 52  | Становништво од 5 година и више резидентно у ентитету у јуну 2005. године                        | 100938   |
| 53  | Мушко становништво старосног доба од 5 година и више, резидентно у ентитету у јуну 2005. године  | 47640    |
| 54  | Женско становништво старосног доба од 5 и више година, резидентно у ентитету у јуну 2005. године | 53298    |
| 55  | Становништво од 5 година и више које је живело у другом ентитету у јуну 2005. године             | 1045     |
| 56  | Мушко становништво старије од 5 година које је живело у другом ентитету у јуну 2005. године      | 520      |
| 57  | Женско становништво старије од 5 година које је живело у другом ентитету у јуну 2005. године     | 525      |
| 58  | Становништво од 3 године и више које говори аутохтони језик                                      | 160      |
| 59  | Мушко становништво старо 3 године и више које говори аутохтони језик                             | 82       |
| 60  | Женско становништво старо 3 године и више које говори аутохтони језик                            | 78       |
| 61  | Становништво од 3 године и више које говори аутохтони језик и не говори шпански језик            | 1        |
| 62  | Мушко становништво старо 3 године и више које говори аутохтони језик и не говори шпански         | 1        |
| 63  | Женско становништво старо 3 године и више које говори аутохтони језик и не говори шпански језик  | 0        |
| 64  | Становништво старо 3 године и више које говори аутохтони језик и шпански                         | 58       |
| 65  | Мушко становништво старо 3 године и више које говори аутохтони језик и шпански                   | 28       |
| 66  | Женско становништво старо 3 године и више које говори аутохтони језик и шпански                  | 30       |
| 67  | Становништво од 5 година и више које говори аутохтони језик                                      | 156      |
| 68  | Становништво од 5 година и више које говори аутохтони језик и не говори шпански језик            | 1        |
| 69  | Становништво од 5 година и више које говори аутохтони језик и говори шпански језик               | 58       |
| 70  | Становништво у домородачким домаћинствима                                                        | 407      |
| 71  | Становништво са ограничењима у активностима                                                      | 6629     |
| 72  | Становништво са ограниченим ходањем или кретањем, горе или доле                                  | 3388     |
| 73  | Становници са ограничењима вида, чак и уз кориштење сочива                                       | 2428     |
| 74  | Становништво са ограничењима говора, комуникације или конверзације                               | 578      |
| 75  | Становништво са ограниченим слухом                                                               | 710      |
| 76  | Становништво са ограничењима при одевању, купању или јелу                                        | 320      |
| 77  | Становништво са ограничењима у опажању или учењу једноставних ствари                             | 331      |
| 78  | Становништво са менталним ограничењима                                                           | 400      |
| 79  | Становништво без ограничења активности                                                           | 110078   |
| 80  | Становништво од 3 до 5 година које не похађа школу                                               | 3734     |
| 81  | Мушко становништво од 3 до 5 година које не похађа школу                                         | 1955     |
| 82  | Женско становништво од 3 до 5 година које не похађа школу                                        | 1779     |
| 83  | Становништво од 6 до 11 година које не похађа школу                                              | 736      |
| 84  | Мушко становништво од 6 до 11 година које не похађа школу                                        | 365      |
| 85  | Женско становништво од 6 до 11 година које не похађа школу                                       | 371      |
| 86  | Становништво од 12 до 14 година које не похађа школу                                             | 1250     |
| 87  | Мушко становништво од 12 до 14 година које не похађа школу                                       | 704      |
| 88  | Женско становништво од 12 до 14 година које не похађа школу                                      | 546      |
| 89  | Становништво од 15 до 17 година похађа школу                                                     | 4097     |
| 90  | Мушко становништво од 15 до 17 година похађа школу                                               | 1908     |
| 91  | Женско становништво између 15 и 17 година живота у школи                                         | 2189     |
| 92  | Становништво од 18 до 24 године похађа школу                                                     | 2933     |
| 93  | Мушко становништво од 18 до 24 године похађа школу                                               | 1269     |
| 94  | Женско становништво од 18 до 24 године похађа школу                                              | 1664     |
| 95  | Становништво од 8 до 14 година које не може да чита и пише                                       | 897      |
| 96  | Мушко становништво старосног доба од 8 до 14 година које не може да чита и пише                  | 525      |
| 97  | Женско становништво старосног доби од 8 до 14 година које не може да чита и пише                 | 372      |
| 98  | Становништво од 15 година и више које је неписмено                                               | 8217     |
| 99  | Мушко становништво од 15 година и више које је неписмено                                         | 3717     |
| 100 | Женско становништво од 15 година и више које је неписмено                                        | 4500     |
| 101 | Становништво старо 15 и више година без школовања                                                | 8272     |
| 102 | Мушко становништво старо 15 и више година без школовања                                          | 3876     |
| 103 | Женско становништво старо 15 и више година без школовања                                         | 4396     |
| 104 | Становништво старосног доба 15 и више година са непотпуним основним образовањем                  | 18123    |
| 105 | Мушко становништво старосног доба од 15 година и више са непотпуном основним образовањем         | 9016     |
| 106 | Женско становништво старосног доба 15 и више година са непотпуном основним образовањем           | 9107     |
| 107 | Становништво старо 15 и више година са комплетним основним образовањем                           | 16338    |
| 108 | Мушко становништво старо 15 година и више са комплетним основним образовањем                     | 7723     |
| 109 | Женско становништво старо 15 и више година са комплетним основним образовањем                    | 8615     |
| 110 | Становништво старосног доба 15 и више година са непотпуним средњим образовањем                   | 4918     |
| 111 | Мушко становништво старосног доба од 15 година и више са непотпуним средњим образовањем          | 2739     |
| 112 | Женско становништво старосног доба од 15 година и више са непотпуним средњим образовањем         | 2179     |
| 113 | Становништво старо 15 и више година са пуним секундарном образовањем                             | 14606    |
| 114 | Мушко становништво старосног доба од 15 година и више са пуним секундарном образовањем           | 6312     |
| 115 | Женско становништво старосног доба од 15 година и више са пуним секундарном образовањем          | 8294     |
| 116 | Становништво старије од 18 година са постосновним образовањем                                    | 14949    |
| 117 | Мушко становништво старије од 18 година са постосновним образовањем                              | 6548     |
| 118 | Женско становништво старије од 18 година са постосновним образовањем                             | 8401     |
| 119 | Просечна оцена школовања                                                                         | 6.82     |
| 120 | Просечан ниво образовања мушке популације                                                        | 6.68     |
| 121 | Просечан ниво образовања женског становништва                                                    | 6.95     |
| 122 | Економски активно становништво                                                                   | 42832    |
| 123 | Економски активна мушка популација                                                               | 31597    |
| 124 | Економски активна женска популација                                                              | 11235    |
| 125 | Становништво које није економски активно                                                         | 43662    |
| 126 | Мушко становништво које није економски активно                                                   | 9005     |
| 127 | Женско становништво које није економски активно                                                  | 34657    |
| 128 | Запослено становништво                                                                           | 40651    |
| 129 | Запослено мушко становништво                                                                     | 29650    |
| 130 | Запослено женско становништво                                                                    | 11001    |
| 131 | Незапослена популација                                                                           | 2181     |
| 132 | Незапослена мушка популација                                                                     | 1947     |
| 133 | Незапослена женска популација                                                                    | 234      |
| 134 | Становништво без права на здравствене услуге                                                     | 61093    |
| 135 | Становништво које има право на здравствене услуге                                                | 56145    |
| 136 | Становништво које има право на ИМСС                                                              | 12016    |
| 137 | Становништво које има право на социјално осигурање                                               | 3960     |
| 138 | Становништво које има право на државно социјално осигурање                                       | 196      |
| 139 | Становништво које има право на опште осигурање или здравствено осигурање за нову генерацију      | 38035    |
| 140 | Становништво које је било једном или није било у браку током 12 година и више                    | 32687    |
| 141 | Венчано или уједињено становништво од 12 година и више                                           | 48131    |
| 142 | Становништво које је било у браку или уједињено 12 година и више                                 | 6123     |
| 143 | Становништво са католичком религијом                                                             | 113434   |
| 144 | Протестанти, еванђелисти и библијски следбеници различити од еванђелиста                         | 2900     |
| 145 | Становништво са другим религијама различитим од претходних                                       | 46       |
| 146 | Становништво без религије                                                                        | 461      |
| 147 | Укупно пописаних домаћинства                                                                     | 27362    |
| 148 | Пописна домаћинства на челу са мушкарцима                                                        | 21535    |
| 149 | Пописна домаћинства на челу са женама                                                            | 5827     |
| 150 | Становништво у пописним домаћинствима                                                            | 117369   |
| 151 | Становништво у пописним домаћинствима на челу са мушкарцима                                      | 96749    |
| 152 | Становништво у пописним домаћинствима на челу са женама                                          | 20620    |
| 153 | Укупно домаћинстава                                                                              | 34746    |
| 154 | Укупно насељених домаћинстава                                                                    | 27405    |
| 155 | Укупно приватних кућа                                                                            | 34703    |
| 156 | Насељени приватни домови                                                                         | 27362    |
| 157 | Укупно насељених приватних кућа                                                                  | 27396    |
| 158 | Ненасељене приватне куће                                                                         | 5666     |
| 159 | Појединачна домаћинства за привремену употребу                                                   | 1675     |
| 160 | Становници у насељеним приватним кућама                                                          | 117369   |
| 161 | Насељеност станара у приватним становима                                                         | 4.29     |
| 162 | Просечно становника по соби у приватним насељеним домаћинствима                                  | 1.22     |
| 163 | Појединачна домаћинства са подовима од различитих материјала од земље                            | 23153    |
| 164 | Појединачна домаћинства у приземљу                                                               | 4098     |
| 165 | Појединачна домаћинства са једном спаваћом собом                                                 | 9764     |
| 166 | Појединачна домаћинства са две спаваће собе и више                                               | 17490    |
| 167 | Појединачна домаћинства са једним собом                                                          | 1413     |
| 168 | Појединачна домаћинства са две собе                                                              | 5423     |
| 169 | Појединачна домаћинства са 3 собе и више                                                         | 20379    |
| 170 | Појединачна домаћинства која имају електрично светло                                             | 26514    |
| 171 | Појединачна домаћинства која немају електрично светло                                            | 732      |
| 172 | Појединачна домаћинства која имају водоводну воду у стамбеном простору                           | 23768    |
| 173 | Појединачна домаћинства која немају водоводну воду у стамбеном простору                          | 3442     |
| 174 | Појединачна домаћинства која имају тоалет                                                        | 25842    |
| 175 | Појединачна домаћинства која имају канализацију                                                  | 23677    |
| 176 | Појединачна домаћинства која немају канализацију                                                 | 3521     |
| 177 | Појединачна домаћинства која имају електрично светло, довод воде из јавне мреже и канализацију   | 21698    |
| 178 | Појединачна домаћинства без икаквих услова                                                       | 745      |
| 179 | Појединачна домаћинства која имају радио                                                         | 19805    |
| 180 | Појединачна домаћинства која имају телевизор                                                     | 25002    |
| 181 | Појединачна домаћинства која имају фрижидер                                                      | 19841    |
| 182 | Појединачна домаћинства која имају машину за веш                                                 | 15720    |
| 183 | Појединачна домаћинства која имају аутомобил или комби                                           | 12309    |
| 184 | Појединачна домаћинства која имају рачунар                                                       | 3515     |
| 185 | Појединачна домаћинства која имају фиксну телефонску линију                                      | 10061    |
| 186 | Појединачна домаћинства која имају мобилни телефон                                               | 12294    |
| 187 | Појединачна домаћинства која имају приступ интернету                                             | 2245     |